# حسین علی بابا
حسین علی بابا (زادهٔ ۱۱ فوریهٔ ۱۹۸۲) یک بازیکن فوتبال اهل بحرین است.
از باشگاه‌هایی که در آن بازی کرده‌است می‌توان به الوحده عربستان سعودی، الجیش قطر، ام صلال، الشباب امارات، الکویت کویت، الشمال، الریان، و السالمیه کویت اشاره کرد.
وی همچنین در تیم ملی فوتبال بحرین بازی کرده‌است.